# Cheirodontus basicollis
Cheirodontus basicollis is een keversoort uit de familie bladsprietkevers (Scarabaeidae). De wetenschappelijke naam van de soort is voor het eerst geldig gepubliceerd in 1919 door Lea.